# Copa Billie Jean King de 2020-21 - Finais
As Finais foram o encerramento do nível mais alto da Copa Billie Jean King em 2021 (edição 2020-21). Correspondeu à 1ª edição da fase nesse formato. Anteriormente, chamava-se Grupo Mundial.
Foi agendado originalmente para as quadras de saibro cobertas da László Papp Budapest Sports Arena, em Budapeste, na Hungria, entre 14 a 19 de abril de 2020, mas foi adiado devido à pandemia de COVID-19. A partir daí, a edição de 2020 do torneio se estendeu para 2021, com essa fase acontecendo só no segundo ano. Também foi o período de mudança do nome, de Fed Cup (2020) para Copa Billie Jean King (2021).
A França defendia o título, mas foi eliminada na fase de grupos, onde perdeu todos os dois jogos.
A Federação de Tênis Russa sagrou-se campeã, derrotando a Suíça na final por 2 a 0.

## Qualificatório
Os seguintes classificados foram definidos entre dezesseis equipes, a partir dos vencedores em oito jogos:
| - Alemanha - Bélgica - Bielorrússia - Eslováquia | - Espanha - Estados Unidos - Rússia - Suíça |

## Participantes
12 nações participam do Finals, anteriormente conhecido como Grupo Mundial. O quadro é composto por:
- 2 finalistas da edição anterior;
- 1 país-sede
- 1 convite
- 8 vencedores da fase qualificatória, realizada em fevereiro de 2020

Anteriormente, a fase estava programada para ser disputada em Budapeste, mas foi cancelada e realocada. Com isso, a Hungria, na posição de país-sede, perdeu o lugar e foi substituída por um convite do Canadá, pois a Tchéquia já tinha sido convidada.
| Equipes participantes | Equipes participantes         | Equipes participantes | Equipes participantes        | Equipes participantes | Equipes participantes |
| Alemanha [Q]          | Austrália (finalista de 2019) | Bélgica [Q]           | Bielorrússia [Q]             | Canadá (WC)           | Chéquia (país-sede)   |
| Eslováquia [Q]        | Espanha [Q]                   | Estados Unidos [Q]    | França (defensora do título) | FRT [Q]               | Suíça [Q]             |
| --------------------- | ----------------------------- | --------------------- | ---------------------------- | --------------------- | --------------------- |

## Convocações
RS = Ranking de simples; RD = ranking de duplas. Os rankings são de 1º de novembro de 2021.
| Alemanha                    | Alemanha | Alemanha |
| Jogadora                    | RS       | RD       |
| --------------------------- | -------- | -------- |
| Angelique Kerber            | 9        | 379      |
| Andrea Petkovic             | 76       | 135      |
| Jule Niemeier               | 134      | –        |
| Anna-Lena Friedsam          | 137      | 93       |
| Nastasja Schunk             | 297      | 1319     |
| Capitã(o): Rainer Schüttler |          |          |

| Austrália               | Austrália | Austrália |
| Jogadora                | RS        | RD        |
| ----------------------- | --------- | --------- |
| Ajla Tomljanović        | 43        | 140       |
| Storm Sanders           | 131       | 33        |
| Ellen Perez             | 200       | 43        |
| Olivia Gadecki          | 232       | 180       |
| Daria Gavrilova         | 412       | 559       |
| Capitã(o): Alicia Molik |           |           |

| Bélgica                    | Bélgica | Bélgica |
| Jogadora                   | RS      | RD      |
| -------------------------- | ------- | ------- |
| Elise Mertens              | 18      | 1       |
| Greet Minnen               | 70      | 81      |
| Ysaline Bonaventure        | 146     | 395     |
| Kirsten Flipkens           | 160     | 148     |
| Capitã(o): Johan Van Herck |         |         |

| Bielorrússia                | Bielorrússia | Bielorrússia |
| Jogadora                    | RS           | RD           |
| --------------------------- | ------------ | ------------ |
| Aliaksandra Sasnovich       | 88           | 79           |
| Yuliya Hatouka              | 192          | 495          |
| Iryna Shymanovich           | 263          | 311          |
| Vera Lapko                  | 356          | 238          |
| Lidziya Marozava            | –            | 90           |
| Capitã(o): Tatiana Poutchek |              |              |

| Canadá                     | Canadá | Canadá |
| Jogadora                   | RS     | RD     |
| -------------------------- | ------ | ------ |
| Rebecca Marino             | 148    | 175    |
| Carol Zhao                 | 328    | 570    |
| Françoise Abanda           | 353    | –      |
| Gabriela Dabrowski         | 710    | 5      |
| Capitã(o): Sylvain Bruneau |        |        |

| Chéquia              | Chéquia | Chéquia |
| Jogadora             | RS      | RD      |
| -------------------- | ------- | ------- |
| Barbora Krejčíková   | 3       | 3       |
| Markéta Vondroušová  | 35      | 66      |
| Tereza Martincová    | 48      | 188     |
| Kateřina Siniaková   | 49      | 2       |
| Lucie Hradecká       | 557     | 29      |
| Capitã(o): Petr Pála |         |         |

| Eslováquia                | Eslováquia | Eslováquia |
| Jogadora                  | RS         | RD         |
| ------------------------- | ---------- | ---------- |
| Anna Karolína Schmiedlová | 83         | 621        |
| Kristína Kučová           | 111        | –          |
| Rebecca Šramková          | 172        | 491        |
| Viktória Kužmová          | 175        | 59         |
| Tereza Mihalíková         | 618        | 111        |
| Capitã(o): Matej Lipták   |            |            |

| Espanha                            | Espanha | Espanha |
| Jogadora                           | RS      | RD      |
| ---------------------------------- | ------- | ------- |
| Sara Sorribes Tormo                | 37      | 69      |
| Nuria Párrizas Díaz                | 66      | 359     |
| Aliona Bolsova                     | 163     | 86      |
| Rebeka Masarova                    | 167     | 270     |
| Carla Suárez Navarro               | 330     | 1103    |
| Capitã(o): Anabel Medina Garrigues |         |         |

| Estados Unidos           | Estados Unidos | Estados Unidos |
| Jogadora                 | RS             | RD             |
| ------------------------ | -------------- | -------------- |
| Danielle Collins         | 30             | 492            |
| Shelby Rogers            | 42             | 74             |
| Sloane Stephens          | 63             | 1085           |
| CoCo Vandeweghe          | 151            | 156            |
| Caroline Dolehide        | 197            | 28             |
| Capitã(o): Kathy Rinaldi |                |                |

| França                      | França | França |
| Jogadora                    | RS     | RD     |
| --------------------------- | ------ | ------ |
| Alizé Cornet                | 59     | 281    |
| Caroline Garcia             | 75     | 170    |
| Clara Burel                 | 77     | 268    |
| Fiona Ferro                 | 105    | 410    |
| Capitã(o): Julien Benneteau |        |        |

| FRT                      | FRT | FRT  |
| Jogadora                 | RS  | RD   |
| ------------------------ | --- | ---- |
| Anastasia Pavlyuchenkova | 12  | 108  |
| Daria Kasatkina          | 28  | 284  |
| Veronika Kudermetova     | 31  | 11   |
| Ekaterina Alexandrova    | 32  | 146  |
| Liudmila Samsonova       | 40  | 1342 |
| Capitã(o): Igor Andreev  |     |      |

| Suíça                      | Suíça | Suíça |
| Jogadora                   | RS    | RD    |
| -------------------------- | ----- | ----- |
| Belinda Bencic             | 17    | 155   |
| Jil Teichmann              | 39    | 106   |
| Viktorija Golubic          | 45    | 145   |
| Stefanie Vögele            | 116   | 964   |
| Capitã(o): Heinz Günthardt |       |       |

## Formato
As 12 equipes são divididas quatro grupos com três cada. As líderes de cada grupo se classificam às semifinais.
| Dia            | Rodada         | Nº de equipes               |
| -------------- | -------------- | --------------------------- |
| 1 a 4 novembro | Fase de grupos | 12 (4 grupos com 3 equipes) |
| 5 novembro     | Semifinais     | 4                           |
| 6 novembro     | Final          | 2                           |

## Fase de grupos
|  | Classificado para a fase final |

C = Confrontos, J = Jogos, S = Sets
| Grupo | 1º lugar       | 1º lugar | 1º lugar | 1º lugar | 2º lugar   | 2º lugar | 2º lugar | 2º lugar | 3º lugar     | 3º lugar | 3º lugar | 3º lugar |
| Grupo | País           | C        | J        | S        | País       | C        | J        | S        | País         | C        | J        | S        |
| ----- | -------------- | -------- | -------- | -------- | ---------- | -------- | -------- | -------- | ------------ | -------- | -------- | -------- |
| A     | FRT            | 2–0      | 5–1      | 11–4     | Canadá     | 1–1      | 2–4      | 5–9      | França       | 0–2      | 2–4      | 6–9      |
| B     | Austrália      | 2–0      | 4–2      | 8–7      | Bélgica    | 1–1      | 3–3      | 8–7      | Bielorrússia | 0–2      | 2–4      | 6–8      |
| C     | Estados Unidos | 1–1      | 3–3      | 7–6      | Eslováquia | 1–1      | 3–3      | 8–8      | Espanha      | 1–1      | 3–3      | 7–8      |
| D     | Suíça          | 2–0      | 5–1      | 10–3     | Chéquia    | 1–1      | 3–3      | 7–7      | Alemanha     | 0–2      | 1–5      | 4–11     |

## Fase final
|  | Semifinal      | Semifinal |               |   | Final | Final |
|  |                |           |               |   |       |       |
|  | 5 de novembro  |           |               |   |       |       |
|  |                |           |               |   |       |       |
|  | FRT            | 2         |               |   |       |       |
|  | FRT            | 2         | 6 de novembro |   |       |       |
|  | Estados Unidos | 1         |               |   |       |       |
|  | Estados Unidos | 1         | FRT           | 2 |       |       |
|  | 5 de novembro  |           | FRT           | 2 |       |       |
|  |                | Suíça     | 0             |   |       |       |
|  | Austrália      | Suíça     | 0             | 0 |       |       |
|  | Austrália      |           |               | 0 |       |       |
|  | Suíça          | 2         |               |   |       |       |
|  | Suíça          | 2         |               |   |       |       |

## Final

### Rússia vs. Suíça
| Rússia 2 | Praga, Tchéquia 6 de novembro duro (coberto) | Praga, Tchéquia 6 de novembro duro (coberto)                                | Suíça 0 |     |     |            |   |  |
| \| 1 \| \| Daria Kasatkina Jil Teichmann \| 6 2 \| 6 4 \| \| \| \| 2 \| \| Liudmila Samsonova Belinda Bencic \| 3 6 \| 6 3 \| 6 4 \| \| \| 3 \| \| Ekaterina Alexandrova / Daria Kasatkina Viktorija Golubic / Stefanie Vögele \| \| \| \| não jogado \| \| 4 \| \| \| \| \| \| \| \| 5 \| \| \| \| \| \| \| |                                              |                                                                             |         |     |     |            |   |  |
| |                                              |                                                                             | 1       | 2   | 3   | 4          | 5 |  |
| 1 | Rússia · Suíça                               | Daria Kasatkina Jil Teichmann                                               | 6 2     | 6 4 |     |            |   |  |
| 2 | Rússia · Suíça                               | Liudmila Samsonova Belinda Bencic                                           | 3 6     | 6 3 | 6 4 |            |   |  |
| 3 | Rússia · Suíça                               | Ekaterina Alexandrova / Daria Kasatkina Viktorija Golubic / Stefanie Vögele |         |     |     | não jogado |   |  |
| 4 | Rússia · Suíça                               |                                                                             |         |     |     |            |   |  |
| 5 | Rússia · Suíça                               |                                                                             |         |     |     |            |   |  |